# Baranivka, Hluhiv
Baranivka (în ucraineană Баранівка) este un sat în comuna Fotovîj din raionul Hluhiv, regiunea Sumî, Ucraina.

## Demografie
Componența lingvistică a localității Baranivka
     Rusă (96,1%)
     Ucraineană (3,9%)
Conform recensământului din 2001, majoritatea populației localității Baranivka era vorbitoare de rusă (96,1%), existând în minoritate și vorbitori de ucraineană (3,9%).